# Туземное княжество

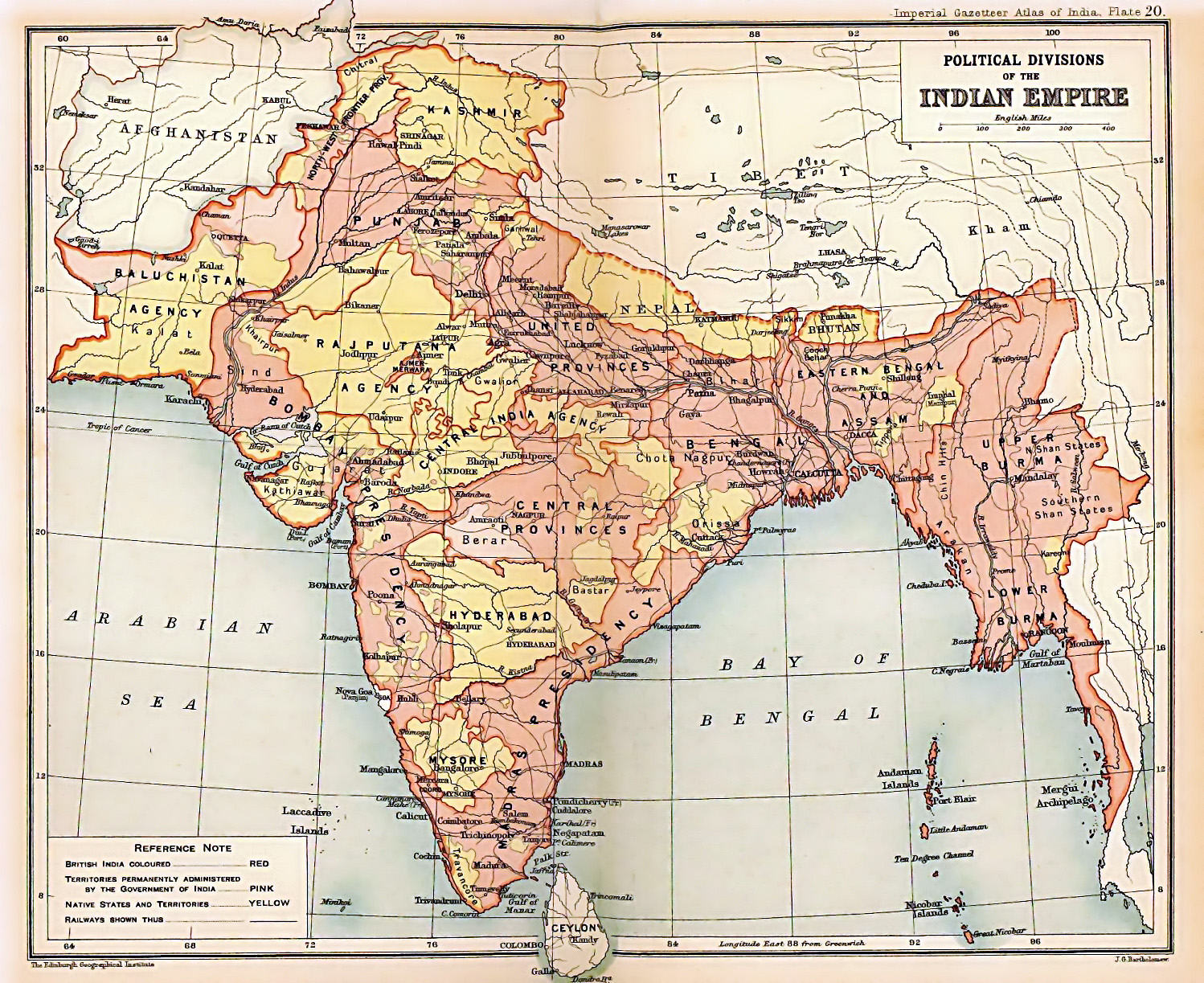
Британская Индия и туземные княжества в 1909 году (выделены желтым).

Туземное княжество (англ. princely state) — феодальное государство под британским протекторатом в Индостане, административно не входившее в состав Британской Индии, но подчинявшееся индийскому генерал-губернатору.
Во главе княжества стоял местный правитель — раджа, махараджа, низам или наваб. Княжества занимали в общей сложности около 45 % всей территории Индии.
Хотя история княжеских государств субконтинента восходит, по крайней мере, к классическому периоду истории Индии, преобладающее использование термина княжеское государство конкретно относится к полусуверенным княжествам на Индийском субконтиненте во время британского владычества, которые не находились под прямым управлением со стороны британцев, но подчинявшиеся некоторой форме косвенного правления по некоторым вопросам.
В 1947 году, до обретения независимости княжеские государства занимали 40% территории Индии  и составляли 23% ее населения.
Княжеские государства сильно различались по статусу, размеру и богатству. В 1941 году в Хайдарабаде проживало более 16 миллионов человек, а в Джамму и Кашмире – чуть более 4 миллионов. Многие княжества занимали территории в несколько десятков квадратных километров, с населением в несколько тысяч человек. Около двухсот менее крупных государств даже имели площадь менее 25 кв. км. .
Эпоха княжеств закончилась с обретением Индией независимости в 1947 году; к 1950 году почти все княжества вошли в состав Индии или Пакистана.
Процесс присоединения княжеств был в основном мирным, за исключением случаев Джамму и Кашмира (чей правитель Махараджа Хари Сингх выбрал независимость, но решил присоединиться к Индии после вторжения базировавшихся в Пакистане войск), штата Хайдарабада (чей правитель выбрал независимость в 1947 году, а в следующем году был аннексирован Индией в рамках операции «Поло»), Джунагадха (чей правитель Мухаммад Махабат Хан III присоединился к Пакистану, но был аннексирован Индией) и Калата (чей правитель Мир Ахмад Яр Хан объявил независимость в 1947 году, а в 1948 году последовало присоединение государства к Пакистану)  .

## Период британского владычества
Когда британцы приступили к завоеванию Индии, страна находилась в состоянии крайней раздробленности, вызванной падением державы Великих Моголов. Формально правители индийских княжеств — относительно крупных насчитывалось около 175-ти, а мелких до пятисот — признавали верховенство могольского падишаха с резиденцией в Дели. В отношениях между индийскими князьями существовала сложная и довольно запутанная иерархия. До обретения Индией независимости старшим туземным княжеством считался Хайдарабад, впоследствии — Удайпур.
При заключении субсидиарного договора правитель «туземного княжества» передавал британцам право на ведение внешней политики и оборону, однако сохранял на первых порах власть над своими подданными. Маркиз Дальхузи провозгласил доктрину выморочности, согласно которой земли бездетного либо некомпетентного князя могли быть оккупированы британцами и переданы под прямое управление генерал-губернатора Индии. После восстания сипаев последний могольский падишах был смещён с престола, а верховная власть была передана королеве Виктории в качестве императрицы Индии. Её представителем в стране стал вице-король Индии.

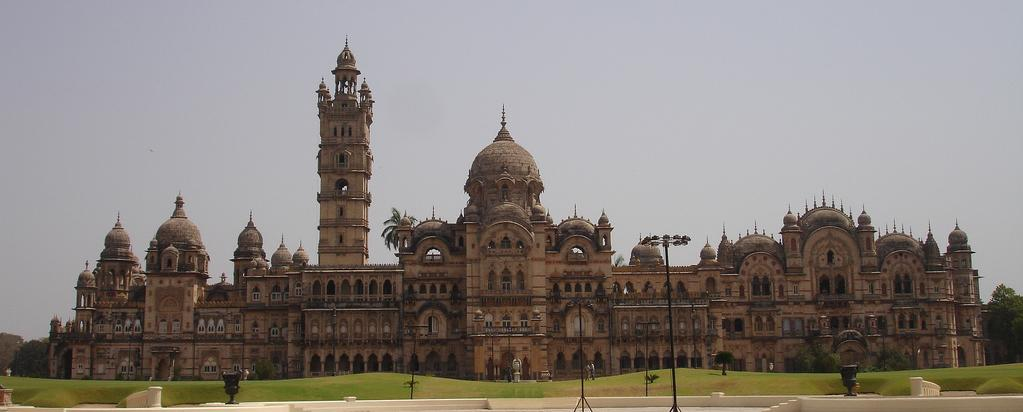
Дворец князя Бароды

Всего насчитывалось 601 туземное княжество. Около пятнадцати из них могли быть отнесены к ведущим княжествам, самыми крупными из которых были Хайдарабад, Джамму и Кашмир, Майсур, Траванкор, Барода, Гвалиор, Индаур, Кочин, Джайпур, Джодхпур, Биканер, Бхопал и Патиала. Затем следовал ряд средних княжеств. Но большинство княжеств (несколько сотен) были совсем крошечными (большинство из них находилось в Катхияваре, Западной Индии и Пенджабе).
Уровень соответствующего правителя отражало количество выстрелов в пушечном салюте, которого он удостаивался при прибытии в столицу Индии (Салютуемое княжество).
Все княжества были абсолютными монархиями, хотя в некоторых к концу колониальной эпохи были созданы выборные советы с совещательными функциями. Во всех княжествах британские власти контролировали правителя через назначение при нём резидента или политического агента. Этот контроль зачастую доходил до того, что даже министрами князя становились британские администраторы.

## Раздел Британской Индии
После достижения Индией независимости и раздела её территории (1947) на Индийский Союз и Пакистан большинство княжеств присоединилось к Индийскому союзу, небольшая их часть вошла в состав Пакистана. Серьёзные конфликты возникли там, где вероисповедание правителя не совпадало с вероисповеданием большинства подданных — в Джамму и Кашмире (Кашмирский конфликт), в Хайдарабаде (Операция Поло) и в Джунагадхе (Интеграция Джунагадха в состав Индии).

## Интеграция княжеств в состав Индии
В 1948—1949 годах были созданы союзы княжеств, объединившие мелкие княжества. Князья избирали главу такого союза из своей среды. Такой правитель, получивший титул раджпрамукх, утверждался правительством Индии. Согласно Конституции Республики Индии (1950), союзы княжеств были преобразованы в штаты так называемой «группы Б».
В 1956 году был принят «Акт о реорганизации штатов», согласно которому были созданы равноправные штаты по национальному принципу и ликвидированы остатки княжеской власти. Однако правители сохранили часть владений на правах землевладельцев, дворцы и сокровища, и получали пенсии от правительства.
В 1971 году была принята поправка к Конституции Индии, согласно которой выплата пенсий бывшим правителям княжеств была прекращена.
Бывшие правители крупных княжеств остались богатыми людьми, они вкладывали средства в различные отрасли экономики Индии. Некоторые из них избирались депутатами индийского парламента, занимали высокие государственные должности, вели активную политическую деятельность в различных партиях, преимущественно консервативных. Они продолжают пользоваться определенным влиянием в своих бывших владениях. Правители мелких княжеств остались на правах землевладельцев на принадлежащих им землях. В отдаленных регионах, где традиции и жизненные устои изменяются медленно, их авторитет весьма велик.
Единственным княжеством, которое до 1975 года сохраняло полную автономию, был Сикким (он лишь предоставлял Индии контроль над внешней политикой, обороной и связью). В 1975 премьер-министр Сиккима, находившийся в оппозиции монарху Сиккима (чогьялу), обратился к парламенту Индии с просьбой о преобразовании Сиккима в индийский штат. В апреле 1975 индийские войска оккупировали Сикким, захватили его столицу Гангток и разоружили дворцовую охрану. Был проведён референдум, на котором 97,5 % проголосовавших (при явке в 59 %) высказались за присоединение к Индии. 16 мая 1975 года Сикким официально вошёл в состав Индии, монархия прекратила своё существование .